# Apanteles sphingivorus
Apanteles sphingivorus är en stekelart som beskrevs av Granger 1949. Apanteles sphingivorus ingår i släktet Apanteles och familjen bracksteklar. Inga underarter finns listade i Catalogue of Life.